# خوان غارسيا إي مارغايو
خوان غارسيا إي مارغايو (12 يوليو 1839 - 28 أكتوبر 1893) (بالإسبانية: Juan García y Margallo)‏ كان حاكمًا إسبانيًا لميليلا (1891-1893) وعميدًا هُزِم وقتل خلال حرب الريف، والتي تُسمى أيضًا حرب مارغايو. هو الجد الأكبر للدبلوماسي الإسباني ووزير الخارجية السابق خوسيه مانويل غارسيا مارغالو.